# Janus la Cour

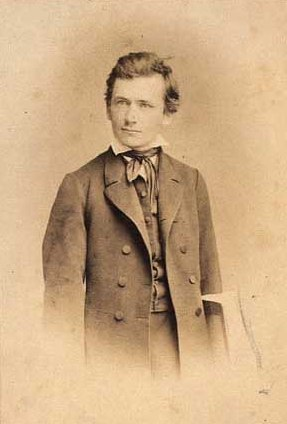
Janus la Cour

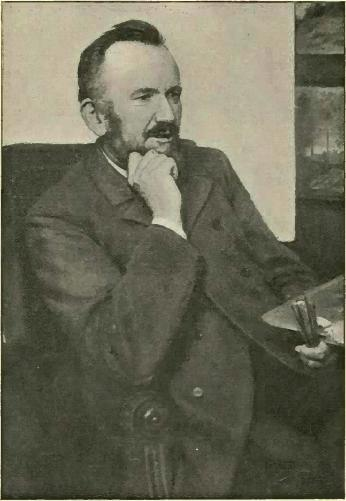
Janus la Cour, 1892,
nach einem Porträt von Otto Haslund, Fyns Kunstmuseum

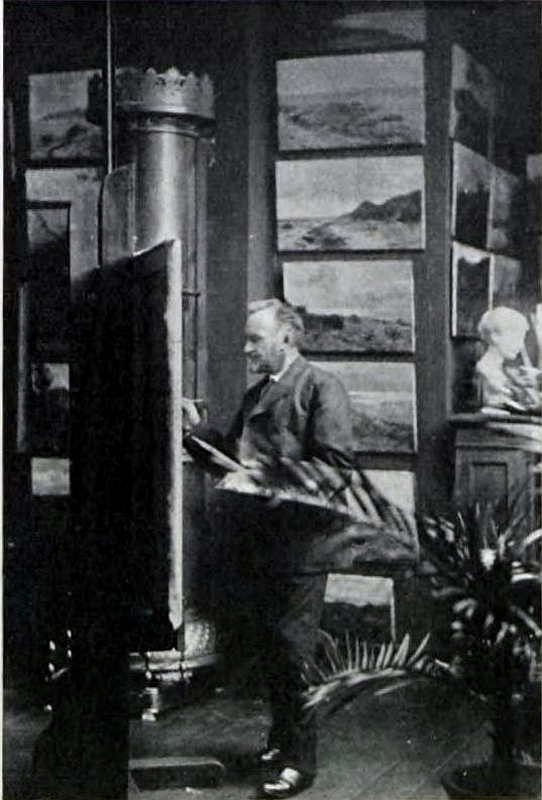
Janus la Cour in seinem Atelier

Janus Andreas Bartholin la Cour (* 5. September 1837 in Ringkøbing; † 13. Oktober 1909 in Odder/Jütland) war ein dänischer Landschaftsmaler in der Tradition des Goldenen Zeitalters der dänischen Malerei.

## Leben
Janus la Cour war ein Nachkomme des ursprünglich aus Frankreich stammenden, 1732 nach Dänemark eingewanderten Geschlechts (Dornonville de) la Cour. Er wurde 1837 in Timgård bei Ringkøbing als Sohn des Gutsbesitzers und Politikers (Ständedeputierter) Otto August la Cour (1796–1860) und dessen Frau Ane Cathrine Strandbygaard (1796–1879) geboren. La Cour begann bereits mit 7–8 Jahren, Landschaften zu zeichnen. 1846 wurde sein Talent von Emmerik Høegh-Guldberg (1807–1881) entdeckt, einem Maler und Lehrer an der Kathedralschule in Aarhus, an der la Cour im selben Jahr aufgenommen wurde. Hier kam es zur Freundschaft mit Christian Blache (1838–1920), Sohn des Direktors und später Marinemaler. Bei Høegh-Guldberg erhielt er zwischen 1850 und 1853 Privatunterricht.
1853 kam er nach Kopenhagen, wo er zunächst bei Frederik Christian Kiærskou und ab 1854 bei Vilhelm Marstrand Privatunterricht erhielt.
Erst 1857 wurde er Schüler der Königlich Dänischen Kunstakademie, hatte aber bereits zwei Jahre zuvor sein Debüt auf der Charlottenborg Frühjahrs-Ausstellung (Forårsudstilling) mit seinem Bild Strandparti ved Helgenæs. Hier sollte er danach mit seinen Werken bis zu seinem Tod regelmäßig vertreten sein. Ermutigt durch den Kunsthistoriker Niels Laurits Høyen (1798–1870) suchte er 1856 den Kontakt zu P. C. Skovgaard. Die Freundschaft mit dem älteren, erfahreneren Landschaftsmaler war von entscheidender Bedeutung für la Cour. Ohne in einer wirklichen Studentenbeziehung zu ihm zu stehen, inspirierten sie sich gegenseitig. In den Jahren 1861 bis 1884 wohnte er zudem im Hause der Familie Skovgaard in Kopenhagen und wurde zum Mentor bei der künstlerischen Ausbildung der drei Kinder Skovgaards, Joakim Frederik, Niels Kristian und Susette Cathrine.
1861 gewann er die Neuhausenske Prämie (Neuhausenske Præmier) für Tidlig sommermorgen ud over en eng (Früher Sommermorgen über einer Wiese) und in den Jahren 1865, 1866 und 1868 erhielt er jeweils ein Reisestipendium der Akademie. Diese finanziellen Mittel ermöglichten ihm Studienreisen, die ihn 1865–1867 nach Frankreich und Italien und 1868–1870 in die Schweiz und erneut nach Italien führten. Diese Länder sollte er später noch mehrmals besuchen. 1871 erhielt la Cour erneut eine Ehrung, die Thorvaldsen Medaillen, die Ausstellungsmedaille auf Charlottenborg für En aftenstund ved Nemisøen (Abendstunde am Nemisee). Im folgenden Jahr wurde er Mitglied der Akademie und 1883 auch der Schwedischen Kunstakademie. 1888 wurde er zum Titularprofessor und 1892 zum Ritter des Dannebrogordens ernannt.
1884 zog er sich nach Jütland zurück und ließ sich in der Gegend von Aarhus nieder. Hier verbrachte er den Rest seines Lebens, nur unterbrochen von weiteren Reisen in den Süden. Sein Rückzug geschah bewusst in der Absicht, der Kopenhagener Kunstwelt zu entgehen. Diese war ihm als der akademischen Tradition der Eckersberg-Schule verbundenen Landschaftsmaler mit ihren Trends wie der Freilichtmalerei (en plain air) zu modern.
Janus la Cour blieb unverheiratet, er verstarb 1909 in Odder in der Nähe von Aarhus. Sein Schaffen wurde 1928 in einer Biographie mit über 870 bekannten Werken angegeben. 1901 waren in einer Einzelausstellung der Foreningen for national Kunst auf Charlottenborg über 200 seiner Werke zu sehen, 1907 waren es an gleicher Stelle 82 Werke. Nach la Cours Tod wurden im Dezember 1909 sowie im Februar und September 1910 von den Kopenhagener Unternehmen Aug. With’s Efterfølger, Skandinavisk Antiquariat und Winkel & Magnussen, einer Kunsthandlung, auf drei Auktionen in den Ausstellungsräumen Charlottenborgs über 580 seiner Werke angeboten.

## Werk
Janus la Cour wurde eine beinahe unterwürfige Ehrfurcht vor dem Goldenen Zeitalter nachgesagt. Dieser Darstellung La Cours als eines ewigen Traditionalisten ist in jüngster Zeit vehement widersprochen worden. Vielmehr schildere er in seinen Bildern eine neuartige, kühl reduzierte Natur, fast immer ohne figuratives Beiwerk. Seine Kunst ist inspiriert von großen klassischen Landschaftsmalern wie Salomon van Ruysdael, Herman Swanevelt und Claude Lorrain, aber auch von seinem Lehrer und Förderer P. C. Skovgaard und dessen früh verstorbenen Freund Johan Thomas Lundbye. Camille Corots Kunst, die er Mitte der 1860er auf einer Paris-Reise kennen lernte, hat ihn fasziniert und doch auch abgestoßen – La Cour schätzte dessen verwischte, verwischende Technik nicht. Auf seinen zahlreichen Reisen nach Italien besuchte er vor allem Rom und Umgebung, Tivoli mit dem Park und der Villa d’Este und den Nemi-See in den Albaner Bergen, reiste aber auch weiter in den Süden bis Sorrent und Capri. Auch die Schweizer Alpen hat er immer wieder besucht, ebenso wie Schweden. In Dänemark fand La Cour seine Lieblingsmotive in Ostjütland, der Gegend um Aarhus und Silkeborg, die er am häufigsten bei Starkregen und Bewölkung darstellte. Hier porträtierte er wiederholt die Heidelandschaft, die bewaldeten sanften Hügel und auch die Küstenlinie der Ostsee, zumeist in kühl distanziertem Duktus.

„Von den wenigen mächtigen Geschmacksrichtern, die hier in der Heimat den Ton in der Kunst des 19. Jahrhunderts vorgaben, hatte er jedoch nie wirklich das Gefühl, ernsthaft anerkannt zu werden. Im Vergleich zu ihnen war es sein Fehler, dass er es sich erlaubte, weiterhin törichte und naturalistische Naturlandschaften zu malen, nachdem … diese Ära für beendet erklärt worden war… Genauso wie die größten Skagen-Maler auch weiterhin die törichten Landschaften malten. P. S. Krøyer und Janus la Cour starben im selben Jahr.“

„… Diese Künstler überragt noch heutigen Tages weit Skovgaards Schüler La Cour, ein großes formales Talent, ein aristokratischer Feinschmecker, ein vornehmer Wähler von Motiven mit stilvoller Größe der Linien, aber auch etwas kühles oder zurückhaltendes Temperament, dessen Leidenschaftslosigkeit oder edle Scheu sich auszusprechen um so öfter als eine Art Trockenheit empfunden wurde und wird, als La Cour häufig versucht hat, das Wetter in seinen spontanen und gewaltsamen Ausbrüchen zu schildern. Alles in allem jedoch ein Künstler, dessen soignierte, geschliffene und formvollendete Bilder stets ein Schmuck der Ausstellungen waren, …“

„… Dänemark hatte kaum einen fleißigeren Maler als La Cour. Es war eine Freude, als er von einer Sommerreise kam mit seinen vielen exzellenten Studien, so gründlich und so reich an interessanten Erklärungen. Man konnte auch einen zufriedenen und berechtigten Stolz empfinden, wenn er dem staunenden Betrachter Studie für Studie auf der Staffelei präsentierte, z. B.: dasselbe Motiv auf unterschiedliche Weise und erklärte, dass dies früher Morgen sei – er sei ein Morgenmensch und habe etwas gegen die Maler, die nur Abendrot malten – und dies eine Stunde später, am nächsten Mittag und dann Nachmittag und Abend. Oder dass er hier an der gleichen Stelle gesessen hätte, sich nur auf seinem Stuhl umgedreht und auf der anderen Seite gemalt hätte. Oder dass dieser derselbe war wie der vorherige, nur mit Wolken vor der Sonne, genau wie dieser, aber jetzt braute sich ein Gewitter zusammen und er wurde nass, bevor er nach Hause kam.“

Janus la Cours Werke sind in allen wichtigen dänischen Museen vertreten, wie etwa dem Statens Museum for Kunst, der Sammlung Hirschsprung, dem ARoS Aarhus Kunstmuseum, dem Skovgaard Museum in Viborg und weiteren Museen in Nivågård, Odense, Aalborg, Maribo, Skagen, Ribe und Varde. In der Datenbank des Kunstindeks Danmark & Weilbachs Kunstnerleksikon sind 121 Werke Janus la Cours in dänischen Museen aufgelistet. In Deutschland kann das Pommersche Landesmuseum in Greifswald dank der Schenkung des Kunstsammlers Christoph Müller mehr als 60 Werke zeigen.

## Werke (Auswahl)

Olivlund vid Tivoli, Italien, 1869, Göteborgs Konstmuseum, (GKM 1951)

- 1863: I udkanten af en egeskov en tidlig forårsmorgen. Statens Museum for Kunst, (KMS831)[18]
- 1865: Formiddag ved Garonne. Montréjeau. Statens Museum for Kunst, (KMS1712)[18]
- 1873: Ellebuske ved Almind Sø. Statens Museum for Kunst, (KMS1714)[18]
- 1873: Fra Mols. Sammlung Hirschsprung[19]
- 1874: Fra Villa d’Este. Sammlung Hirschsprung[20]
- 1876: Slottet Chillon ved Genfersøen. Nivaagaards Maleriesamling (Nivå bei Helsingør)[21]
- 1877: Strandparti ved Helgenæs. Statens Museum for Kunst, (KMS1715)[18]
- 1883: Regnvejr over stranden ved Kalvø Vig. Statens Museum for Kunst, (KMS1223)[18]
- 1883: Stenet strandbred ved en jysk fjord. Ribe Kunstmuseum, (RKMm0037)[22]
- 1899: Et bassin i Villa d’Estes have, Tivoli. Statens Museum for Kunst, (KMS1657)[18]

## Galerie

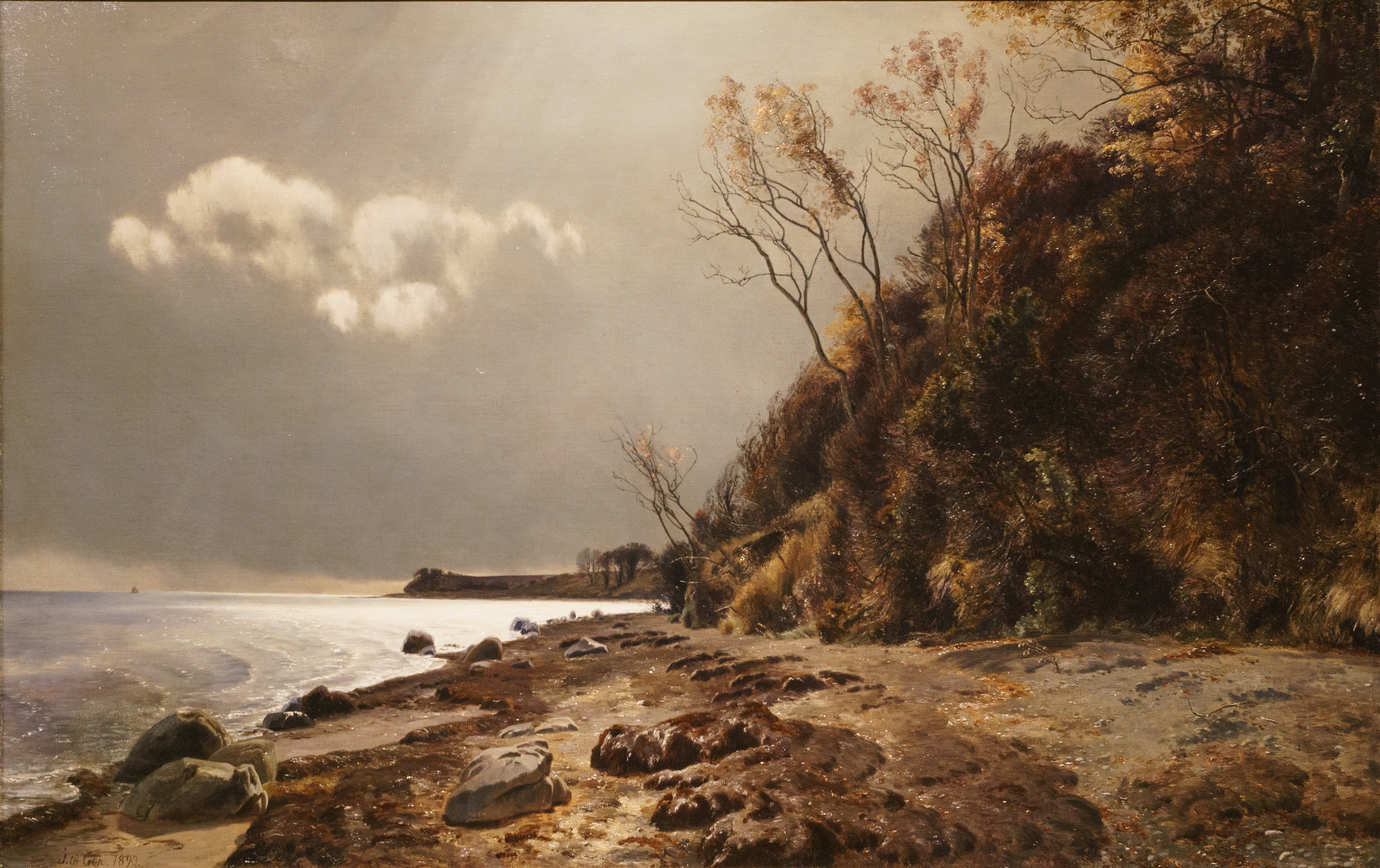
Moesgård Strand, 1890, ARoS Aarhus Kunstmuseum.
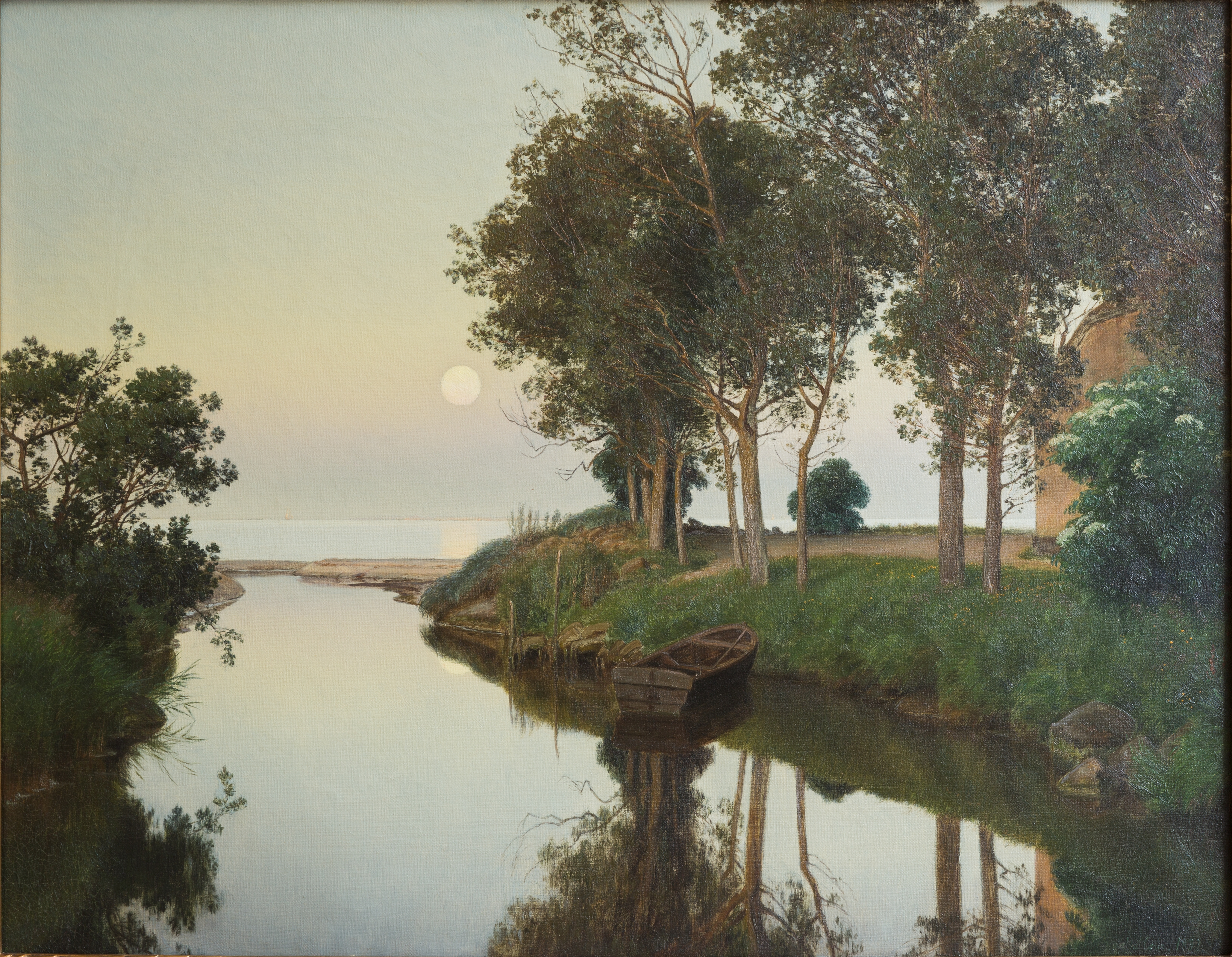
Stille sommeraften ved åens udløb i havet, 1892, Aarhus Rådhus.
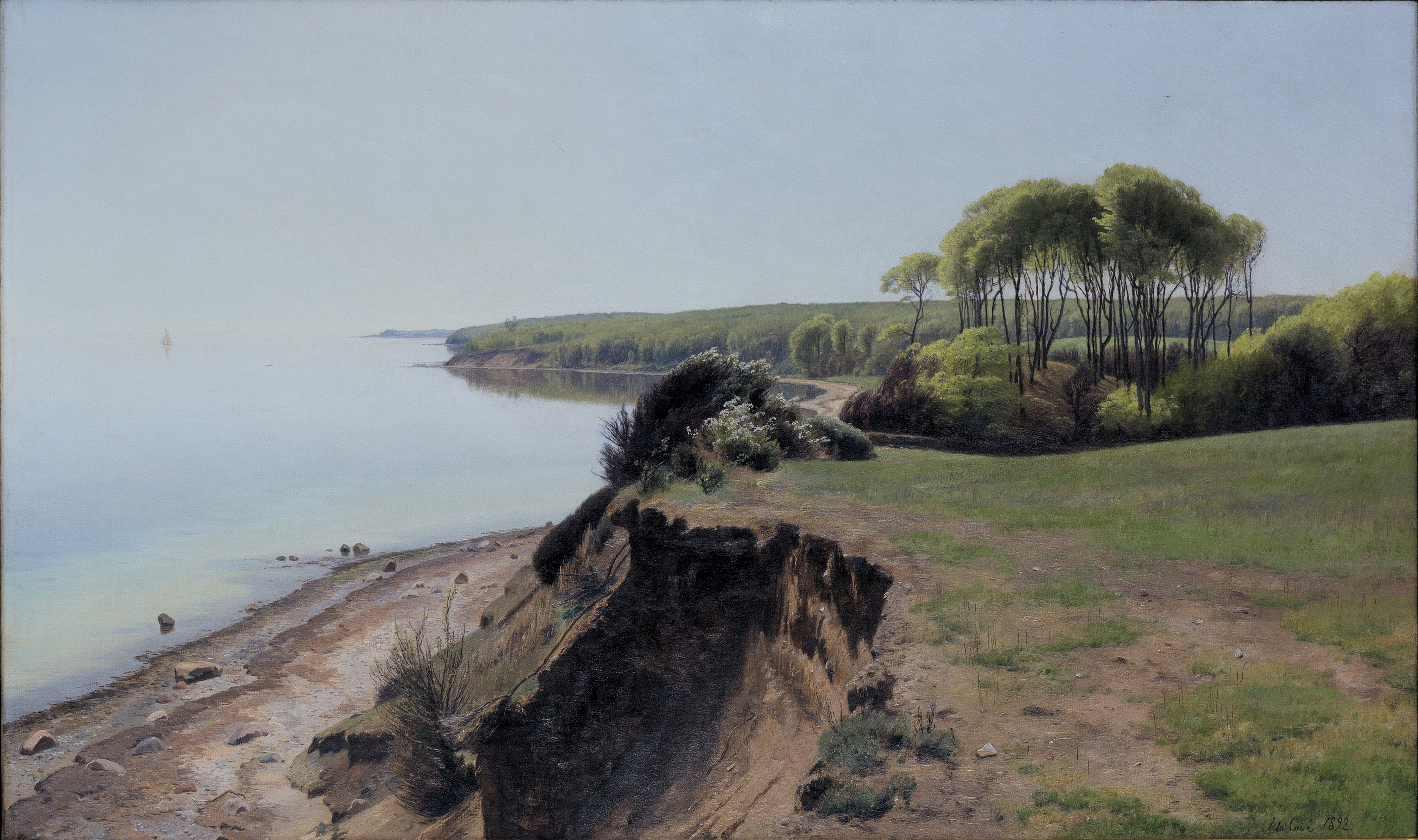
Sømærketræerne ved Moesgård strand, 1892, Aarhus Rådhus.
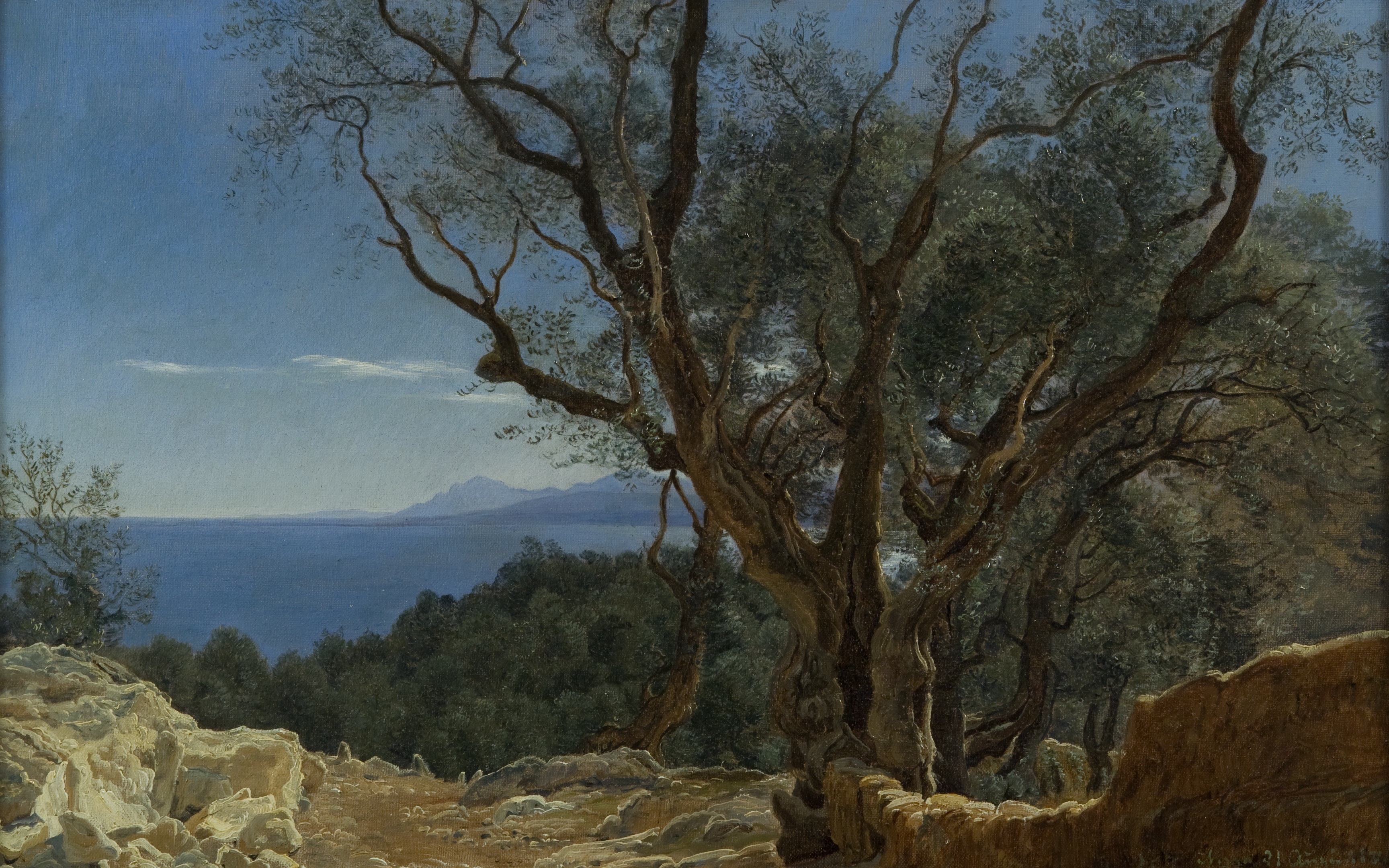
Udsigt over Nice, 1865
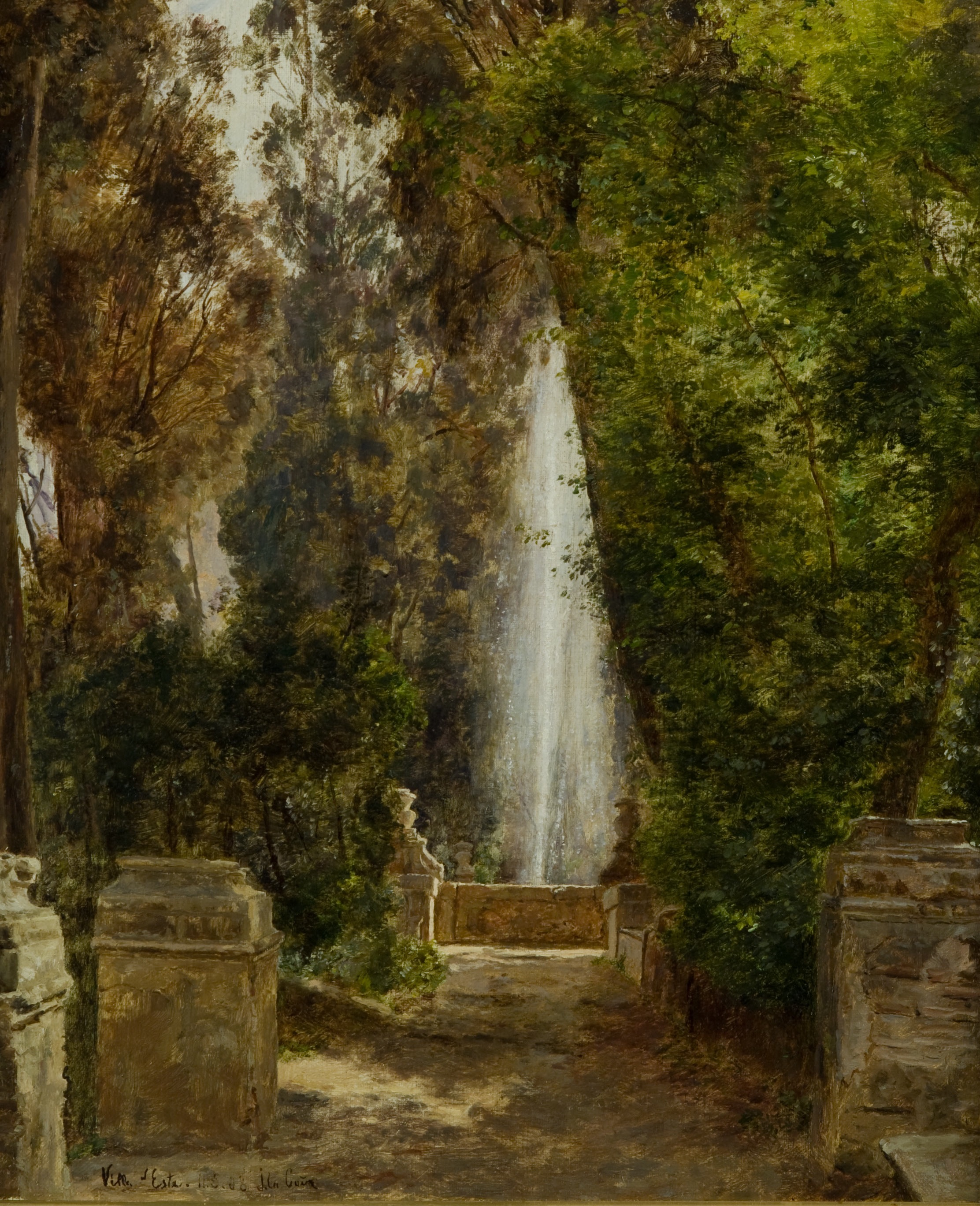
Et springvand ved Villa d’Este i Tivoli, nær Rom, 1908

## Ausstellungen (Auswahl)
Neben den jährlichen Teilnahmen an der Charlottenborg-Frühjahrsausstellung war Janus la Cour auf zahlreichen weiteren Ausstellungen vertreten, etwa den Weltausstellungen in Chicago 1893 und Paris 1900, den Nordischen Kunstausstellungen in Kopenhagen 1872, 1883, 1888 und Lübeck 1895 sowie bei der Forenigungen for National Kunst 1901, 1907 und 1928.
- 1901: Forenigungen for National Kunst, Kopenhagen – Einzelausstellung[7]
- 1907: Forenigungen for National Kunst, Kopenhagen – Einzelausstellung[8]
- 1928: Forenigungen for National Kunst, Kopenhagen – Gedächtnisausstellung[6]
- 1948: Kunstforenigungen, Kopenhagen[3]
- 1969: Århus im Rådhus[3]
- 2007: Århus im ARoS „Maler der Stille“[23]
- 2018: Greifswald, Pommersches Landesmuseum „Die Dänen! Schenkung Christoph Müller.“
- 2024/25: Museum Kunst der Westküste, Alkersum/Föhr „Momente der Klarheit : Janus la Cour und das neue Bild der Natur.“ (Kuratiert von Florian Illies)
- 2025/26: Nivå, Nivaagaards Malerisamling „Janus la Cour – Stille (Stilhed)“[24]